# Awa Dioum-Ndiaye
Awa Dioum-Ndiaye (cũng đánh vần N'Diaye; sinh ngày 21 tháng 11 năm 1961) là một vận động viên người Sénégal thi đấu các nội dung chạy vượt rào, nhảy cao và bảy môn phối hợp trong suốt sự nghiệp của mình vào những năm 1980. Cô được biết đến nhiều nhất khi giành huy chương vàng trong cuộc thi nhảy cao của nữ tại Đại hội Thể thao toàn châu Phi 1987. Cô đã hai lần chiến thắng tại Giải vô địch châu Phi về điền kinh, chiến thắng năm 1984 và 1985 là vận động viên đầu tiên giành được hai lần.

## Giải đấu quốc tế
| Năm                  | Giải đấu              | Địa điểm                    | Thứ hạng             | Nội dung             | Chú thích            |
| Representing Sénégal | Representing Sénégal  | Representing Sénégal        | Representing Sénégal | Representing Sénégal | Representing Sénégal |
| -------------------- | --------------------- | --------------------------- | -------------------- | -------------------- | -------------------- |
| 1984                 | African Championships | Rabat, Maroc                | 2nd                  | 100 m hurdles        | 14.40                |
| 1984                 | African Championships | Rabat, Maroc                | 1st                  | High jump            | 1.76 m               |
| 1985                 | African Championships | Cairo, Ai Cập               | 1st                  | High jump            | 1.76 m               |
| 1987                 | All-Africa Games      | Nairobi, Kenya              | 1st                  | High jump            | 1.80 m               |
| 1992                 | African Championships | Belle Vue Maurel, Mauritius | 1st                  | Triple jump          | 12.47 m              |
| Representing Africa  |                       |                             |                      |                      |                      |
| 1985                 | IAAF World Cup        | Canberra, Australia         | 8th                  | High jump            | 1.70 m               |